# Estigmene truncata
Estigmene truncata là một loài bướm đêm thuộc phân họ Arctiinae, họ Erebidae.